# Miguel Arcángel Roscigna
Miguel Arcángel Roscigna fue un herrero de obra y militante anarquista de la Argentina, y uno de los integrantes más prestigiosos del anarquismo expropiador argentino.

## Primeros años
Nació en 1891 en Buenos Aires, en el núcleo de una familia de inmigrantes italianos llegada en 1887. Se comenzó a interesar en las ideas anarquistas durante 1909, luego de la muerte del coronel Ramón L. Falcón, asesinado por el anarquista ucraniano Simón Radowitzky, luego apresado en la cárcel de Ushuaia. 
En 1924 Roscigna preparó la fuga de Simón Radowitzky. Para ese fin se empleó como guardiacárcel en Ushuaia. El plan fracasó ya que en Buenos Aires, en una asamblea obrera, los socialistas y sindicalistas lo denunciaron. Fue inmediatamente cesanteado y expulsado del penal por la policía. Antes de abandonar el lugar y en represalia, Roscigna incendió la casa del Director del Penal. Después Roscigna será quien organice la primera fuga del panadero Ramón Silveyra, condenado a 20 años de prisión.

En mayo de 1925, Roscigna publicó un escrito titulado “Anarquistas incongruentes” en el que califica duramente a los ácratas italianos que forman parte del Comité Antifascista junto a socialistas, liberales y comunistas. Dirá allí: “No es admisible que en la actualidad quede un solo anarquista militando en la ignorancia de lo que es y de lo que aspira a ser el partido comunista. Millares de compañeros muertos, presos y proscritos: he aquí el balance siniestro del gobierno que en Rusia ejerce una dictadura no menos liviana que la del fascismo en Italia”.

Y más adelante señala: “¿Es que los compañeros ignoran la tradición del oprobio y la obra nefasta desarrollada por esos malos pastores dentro de las organizaciones obreras rebeldes de este país? ¿Reconocerán acaso la labor de “bomberos” desarrollada por los comunistas durante el inolvidable episodio de la toma de las fábricas en Italia? ¿Ignoran la diaria masacre que, como una reeditada Cronstadt, se abate silenciosa e inexorable sobre todo lo que represente una oposición o simple discusión a las órdenes emanadas de los nuevos amos de Rusia, aun cuando ella expresen los mismos creadores del comunismo que pretenden conservarse en un terreno de honesta consecuencia?”

Finaliza pronunciándose contra toda alianza con quienes “como antítesis de nuestros fines de libertad propagan solamente autoridad”
Osvaldo Bayer

## Primer atraco

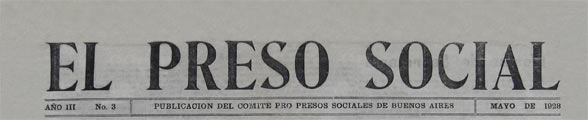
Portada de El Preso Social, editado por el Comité Pro Presos Sociales de Buenos Aires

En 1924 llegaron a América los anarquistas españoles Buenaventura Durruti (quien once años después se convertirá en el guía indiscutido de los anarquistas durante la guerra civil española), Francisco Ascaso, Alejandro Ascaso y Gregorio Jover, integrantes del Grupo Los Solidarios, que recorrían América en busca de fondos destinados a financiar el derrocamiento de la monarquía española. Cometieron asaltos y realizaron atentados en México, Cuba, Perú y Chile, y desde allí viajaron por tren hacia Buenos Aires.
En Buenos Aires, realizaron 2 asaltos fallidos, con el saldo de un policía muerto: en estación Las Heras y la estación de subterráneos Primera Junta en Caballito). Para el tercer atraco encontraron colaboradores locales, que eran Andrés Vázquez Paredes, Miguel Arcángel Roscigna y Emilio Uriondo, con los cuales asaltaron la sucursal San Martín del Banco de la Provincia de Buenos Aires.
El 19 de enero de 1926, 

siete desconocidos (cuatro de ellos con antifaces) bajan de un doble faetón en la esquina de Buenos Aires y Belgrano, a dos cuadras de la comisaría. Cuatro se introducen en el Banco San Martín, y los otros tres, con armas largas, se apostan en la entrada principal. Los que han entrado trabajan rápidamente. Sortean los mostradores, revisan los cajones de los pagadores y van juntando todo el dinero que encuentran. Recolectan $64.085. Los empleados bancarios obedecen cuando una voz grita: ¡Al que se mueve… cuatro tiros!
Pero dos de los bancarios, que se han tirado tras el mostrador tratan de salir gateando por una puerta trasera. Uno de los enmascarados los ve y sin dudar un instante los balea, matando a un empleado e hiriendo a otro.
Con el dinero obtenido, escapan del automóvil. Los persiguen pero cubren su retirada a balazos.
Osvaldo Bayer

## Detención
En 1927 los anarquistas iniciaron una campaña de atentados contra objetivos de origen estadounidense por el caso de Sacco y Vanzetti. La policía creía que el inspirador de toda la campaña era el italiano Severino Di Giovanni, aunque también se sospechaba de Roscigna.
El 24 de julio fue detenido en su casa, y acusaron a Roscigna junto a Emilio Uriondo de ser los autores de la puesta de una bomba en la legación de Estados Unidos en el Uruguay y de ser los que prepararon un artefacto explosivo adentro de un libro, para enviárselo al director de la cárcel de Ushuaia. De todas maneras, la justicia tuvo que ponerlo en libertad por falta de pruebas. El subcomisario Buzzo le dijo claramente: "tenés tres posibilidades: ir a criar gallinas a La Quiaca, meterte en un seminario y estudiar de cura o directamente suicidarte, así nos ahorras el trabajo, por que la próxima vez que te encontremos en alguna calle de Buenos Aires te baleamos, te ponemos una pistola en la mano y te caratulamos resistencia a la autoridad".
Roscigna comenzó a organizar la ayuda material y solidaria a los anarquistas detenidos, pero también a preparar la fuga de algunos de los anarquistas expropiadores detenidos. A este fin existía una organización creada por los anarquistas que se denominaba Comisión Pro Presos Sociales y Deportados.

## Segundo atraco

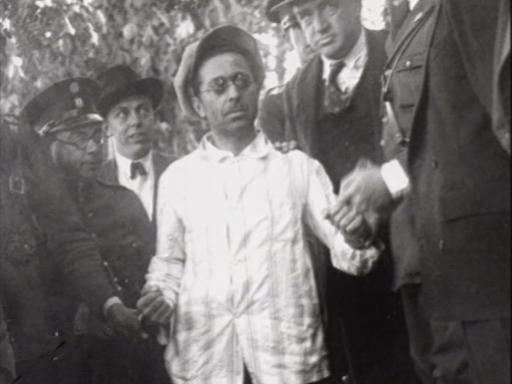
Roscigna en Montevideo detenido por la policía.

Roscigna para continuar sus acciones contaba con su amigo Andrés Vázquez Paredes, un español inteligente, experto en la fabricación de bombas, que había sufrido cárcel por los atentados de 1921 en la campaña por la liberación de Radowitzky. Vázquez Paredes fue quien facilitó la bomba al anarquista alemán Kurt Gustav Wilckens con que mató al teniente coronel Héctor Benigno Varela, autor de los fusilamientos de la Patagonia rebelde. A ellos se debía sumar el anarquista argentino Emilio Uriondo, hombre de acción, pero que estaba detenido en Uruguay por sus actividades de acción directa. Roscigna decidió reemplazar a Uriondo por los hermanos Vicente Moretti y Antonio Moretti.
El 1 de octubre de 1927 se apostaron a la entrada del Hospital Rawson de Buenos Aires, tres anarquistas con vendajes en la cabeza, y el restante esperando a unos metros en un auto. Cuando llegó el auto con el pagador de los sueldos, bajó con la maleta en la mano acompañado por un policía, los tres vendados se les acercaron y les apuntaron con pistolas. El pagador soltó la maleta, uno de los anarquistas la tomó y corrió hacia el auto, los otros dos los siguieron, pero Roscigna al darse la vuelta notó que el policía había sacado su pistola; entonces, dando una media vuelta dispara instintivamente y asesta al policía un balazo en la frente, falleciendo en el acto.
El botín había sido cuantioso: 141.000 pesos. Roscigna y los hermanos Moretti se trasladaron al Uruguay en lancha por el puerto de Tigre, gracias al lanchero anarquista Bustos Duarte. Los tres prófugos cruzan el Delta del Río de la Plata, pero fueron delatados por un supuesto colaborador. La policía solicitó ayuda a las autoridades del Uruguay, y se movilizaron todos los medios para dar con los acusados. Mientras tanto, Roscigna y los Moretti huyeron en automóvil y a caballo hacia Montevideo, donde se escondieron en un barrio obrero. Roscigna con el dinero, además de emplearlo para tareas de solidaridad con su causa, financiará la falsificación de dinero argentino, ya que creía que con el dinero falso se podía derrotar a la burguesía.

Alguna vez se hará justicia a los anarquistas y a sus métodos: nosotros no tenemos a nadie quien nos financie nuestras actividades, como la policía es financiada por el Estado, la Iglesia tiene sus fondos propios, o el comunismo tiene una potencia extranjera detrás. Por eso, para hacer una revolución, tenemos que tomar los medios saliendo a la calle, a dar la cara.
Miguel A. Roscigna

## Asalto y captura de los hermanos Moretti
El 11 de febrero de 1928 recobraba la libertad en Montevideo Emilio Uriondo, acusado de poner una bomba en la embajada de Estados Unidos en Montevideo. Roscigna y Emilio Uriondo se opusieron decididamente a un plan que habían elaborado los dos Moretti junto a tres anarquistas catalanes del grupo de Durruti, los cuales les traían un mensaje a Roscigna: Durruti conocía la capacidad de Roscigna como planificador y su coraje en la acción, y lo requería en España. Roscigna no aceptó la invitación, prefiriendo seguir luchando en el Río de la Plata (Argentina y Uruguay).
Antonio y Vicente Moretti radicaron en Montevideo a sus compañeras e hijos y se instalaron en los altos de una casa de la calle Rousseau de Villa de la Unión, y allí vivían una vida llena de estrecheces, ya que subsistían de la venta ambulante de corbatas. Los tres catalanes era tres jóvenes del grupo de Durruti a quien éste les aconsejó alejarse de España por estar muy comprometidos. 
Sobre ellos pesaba la pena de muerte, y eran los autores de más de cien atentados con bombas en Barcelona. Se llamaban Tadeo Peña, Pedro Boadas Rivas y Agustín García Capdevila. Los tres anarquistas catalanes se lanzaron por su cuenta y realizaron un asalto que concluyó en un desastre. 
El asalto a la casa de cambios Messina fue extremadamente violento: se llevaron 4000 pesos uruguayos y hubo un saldo trágico de 3 muertos y 3 heridos. Por una confidencia, se llegó a saber que el grupo asaltante se encontraba en los altos de la casa Rousseau Número 41. El Ejército y la policía con 300 efectivos, tomaron por asalto la casa, les cortaron el agua y la luz. Allí se entregaron los 3 catalanes y Vicente Moretti. Antonio Moretti, quemó el dinero para que la policía no se lo apropiara y se pegó un balazo en la cabeza.
Vicente Moretti y los catalanes fueron apresados en el Penal de Punta Carretas, pero Roscigna continuó prófugo y regresó a la Argentina, mientras Emilio Uriondo se dirigió a Brasil.

## Fuga del Penal de Punta Carretas

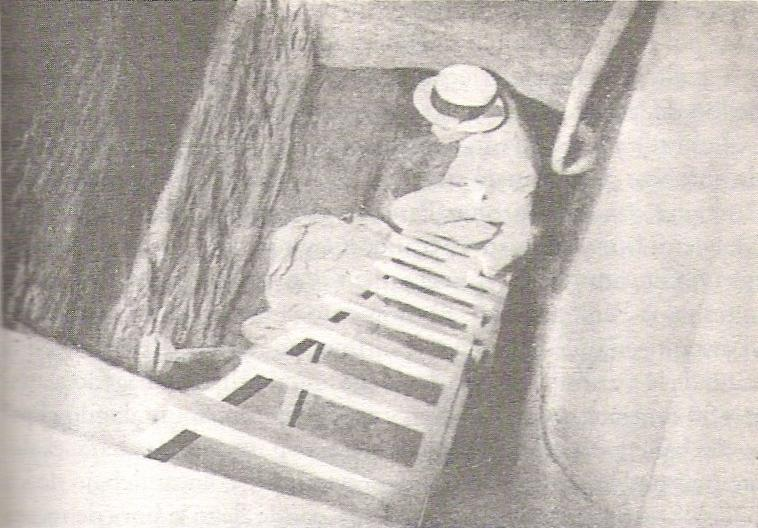
El túnel de la Carbonería "El Buen Trato", por donde se produjo la fuga del Penal de Punta Carretas

Roscigna participó en febrero de 1929 en el asalto a los establecimientos Kloeckner y en octubre de 1930, en plena represión uriburista, junto con Severino Di Giovanni, en el atraco al pagador de Obras Sanitarias, en el barrio porteño de Palermo. El botín de 286.000 pesos, fue empleado en un 70% para la ayuda de anarquistas presos, y Miguel Arcángel Roscigna junto con José Manuel “el capitán” Paz viajaron a Montevideo para financiar un plan para liberar a Antonio Moretti, los catalanes y otros anarquistas presos.
En agosto de 1929, una familia italiana se instaló frente a la cárcel de Punta Carretas, el nuevo vecino se llamaba Gino Gatti, y abrió una carbonería, exhibiendo el anuncio: “Carbonería El Buen Trato: venta de carbón, de leña y de piedra”. 
Pero en la primera semana de marzo de 1931, a pesar de que los negocios marchaban bien, el matrimonio decidió marcharse a Buenos Aires.
El 18 de marzo por la tarde los vecinos de la carbonería “El buen trato” avisaron a la policía que estaban asaltando el negocio, ya que habían visto salir a sujetos desconocidos por los fondos, creyendo que se trataba de ladrones. Al entrar al local, la policía se encontró con un profundo pozo perfectamente iluminado y un cuadrado de 2x2 metros apuntalado con maderas. Desde allí comenzaba un túnel de 50 metros de largo; estaba realizado en forma de bóveda y tenía iluminación eléctrica al igual que caños para su ventilación. Los realizadores del túnel eran además de Gino Gatti (a quién desde entonces se lo apodará "el ingeniero"), Miguel Arcángel Roscigna, Andrés Vázquez Paredes, el “capitán” Paz y Fernando Malvicini (anarquista rosarino integrante del grupo de Severino Di Giovanni). En la cárcel los únicos que estaban enterados eran Vicente Moretti, su cuñado y los tres anarquistas catalanes. El túnel terminaba en el baño de la prisión. El primero en ir al baño fue Moretti, luego salieron los tres catalanes y detrás de ellos cinco presos comunes que aprovecharon la oportunidad. Los otros presos que intentaron escapar fueron apresados. Tres eran los coches que esperaban a los prófugos en la calle que daba a los fondos de la carbonería, y huyeron sin dejar rastros.

## Prisión
Luego de pasar la noche en la casa del anarquista Germinal Reveira, Vicente Moretti y los tres anarquistas catalanes tomaron distintos caminos. A Moretti lo esperaba Roscigna en un escondite de la calle Curupí, pero el 27 de marzo de 1931  un funcionario de la perrera municipal que había estado detenido en Punta Carretas reconoce a Vicente Moretti, al que encuentra fortuitamente. Dio aviso a la policía, que envió a 53 agentes, deteniéndolo junto a Roscigna, Andrés Vázquez Paredes, Fernando Malvicini y el “Capitán” Paz.
Durante el juicio, los anarquistas asumieron ante los jueces ser los autores de la evasión de Punta Carretas y haber robado tres automóviles para la huida de estos. La justicia uruguaya los condenará a seis años de prisión.

## Liberación y desaparición
El 31 de diciembre de 1936 se cumplió el periodo de detención a que habían condenado a Miguel Roscigna, Andrés Vázquez Paredes, Fernando Malvicini, y José Manuel Paz. Una vez liberados fueron expulsados hacia Buenos Aires y entregados esposados al departamento de Orden Social. El 25 de mayo de 1937, cuando los familiares de Roscigna y los integrantes de la Comisión Pro Presos fueron a inquirir al departamento de policía sobre el paradero de los anarquistas, les informaron que los anarquistas habían sido trasladados a La Plata, en La Plata les informaron que estaban en Avellaneda, en Avellaneda que estaban en Rosario, en Rosario que estaban en Tandil, y así sucesivamente. La búsqueda fue infructuosa (hasta los grupos de Barcelona enviaron dinero para que se continuase con la búsqueda). Roscigna, Vázquez Paredes y a Malvicini jamás aparecieron con vida, y se sospecha que fueron arrojados al Río de la Plata.